# Асклепій

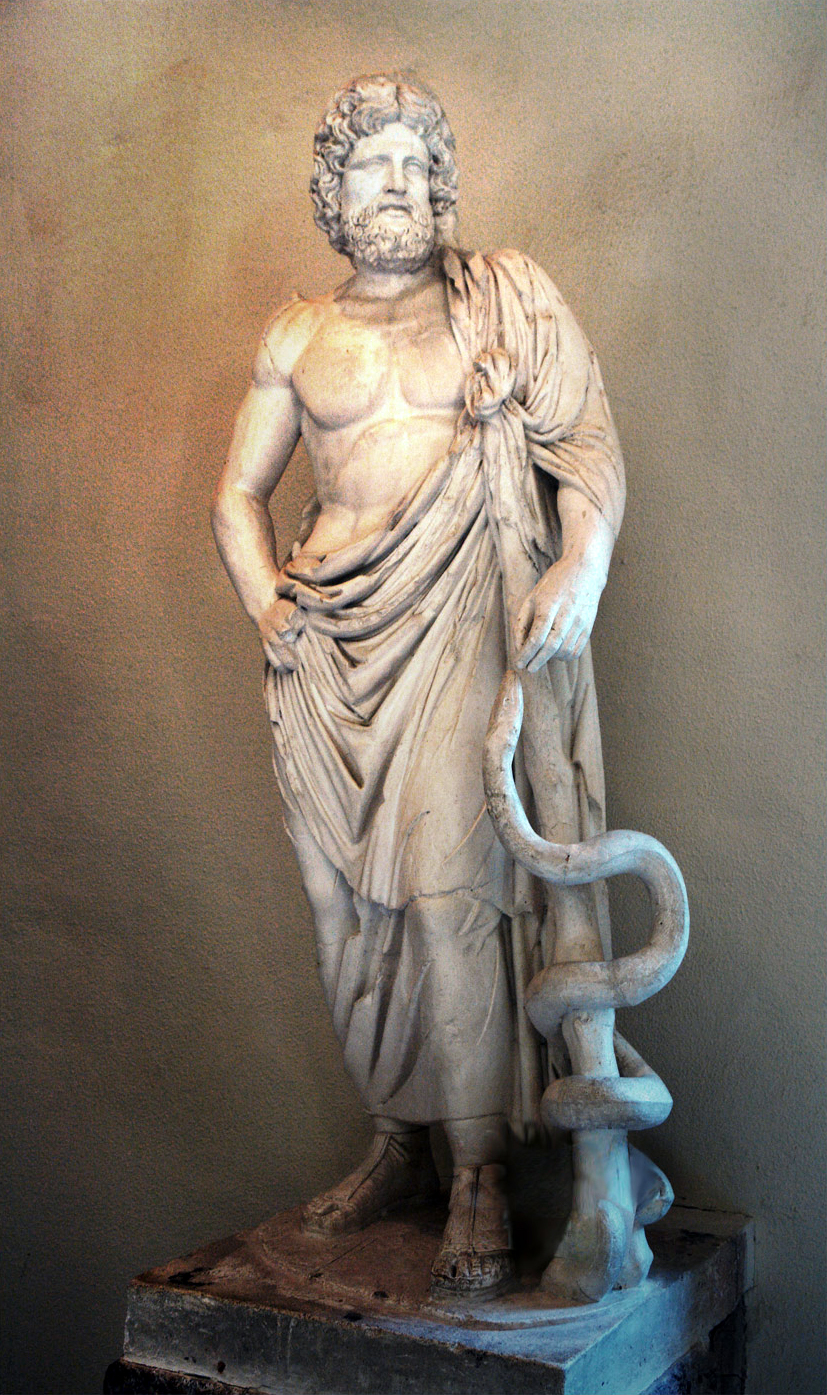
Антична скульптура Асклепія

Аскле́пій (від грец. Ασκληπιός, також Ескула́п від лат. Aesculapius) — давньогрецький бог лікування, син Аполлона й Короніди, доньки владаря лапітів Флегія. Мистецтва лікування навчився від кентавра Хірона, міг навіть воскрешати мертвих. Зевс убив Асклепія блискавкою за те, що він повернув до життя мертвого, тим самим порушивши встановлений богами порядок. Розгніваний Аполлон перебив кіклопів, які кували для Зевса блискавки, за що Громовержець примусив його тимчасово служити смертним. Гесіод зображує Асклепія не як бога, а як героя. Головні культові центри Асклепія — Трікка, Епідавр і Пергам.
Дружина Асклепія, Епіона, народила синів Телесфора, Махаона і Подалірія та дочок Гігією (Здоров'я), Панакею (Всезцілительку), Акесо, Іасо, Еглу.
У сучасній мові — ескулап — жартівлива назва медика.

## Культ Асклепія
Асклепій став шанованим у Римі 293 р. до н. е., після того як туди прийшла страшна моровиця. Згідно з переказом, римляни звернулися до книг Сивіли за порадою. Там вичитали, що моровиця вщухне, коли приведуть до Рима бога Ескулапа (так римляни називали Асклепія) з його Епідаврського святилища. В Епідавр вирядили посольство по священну змію бога, яка, за переказом, добровільно пішла за римлянами на їх корабель, а після прибуття в Рим вибрала для свого житла Тибрський острів. Цей острів так і залишився присвяченим богові, а коли будували набережну, то зробили її у формі плавучого корабля, прикрашеного статуєю Ескулапа. 291 року до н. е. тут відбулося освячення храму на його честь.
Як і в Епідаврі, в Тибрській святині Ескулапа практикували спосіб лікування хворих у снах, званих інкубаціями, під час якої вони одержували необхідні поради; вилікувані присвячували богові обіцяні подарунки і написи подяки. Разом з Ескулапом у написах часто згадується Гігіея (або Салюс). Інший храм було споруджено в Анції, де, за переказом, змія, що прибула з Епідавра, три дні обвивалася навколо високої пальми в гаю Аполлона. Оскільки культ Ескулапа грецького походження, жерці у храмі бога були греками; як і грецькому Асклепію, римському Ескулапові були присвячені змія, півень і собака. В особі Ескулапа грецьке мистецтво лікування було прийняте державою, хоч римляни, які з огидою ставилися до медицини, негостинно зустрічали греків, що переселялися до Риму. Але забобони й страждання приводили людей до Ескулапа, культ якого був дуже поширений. Асклепія зображували з патерицею, навколо якої обвилася змія.

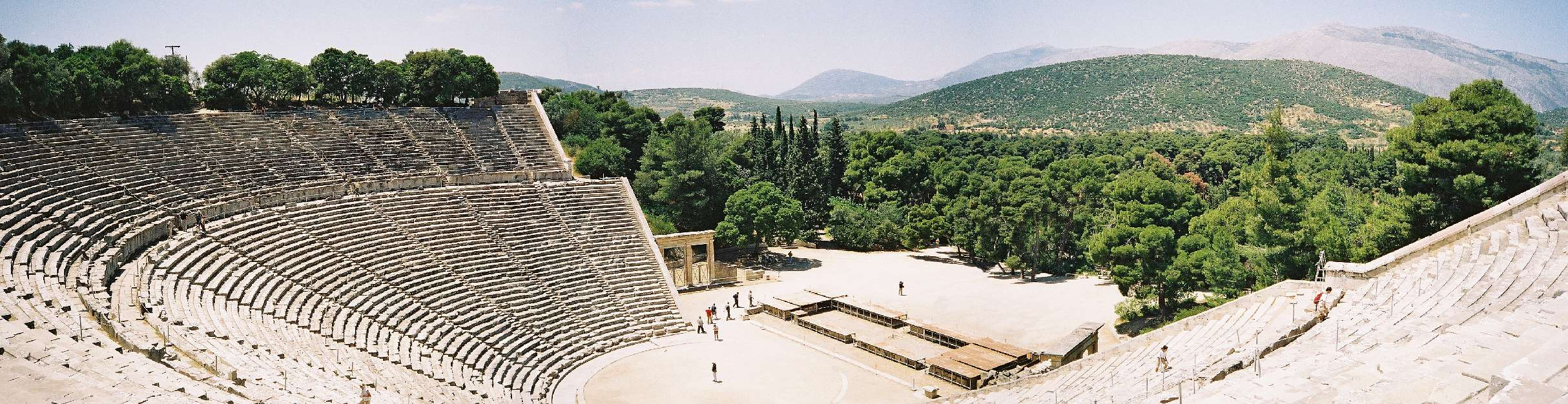
Святилище Асклепія в Епідаврі — давньогрецький театр